# Marco De Marchi (calciatore)
Marco Antonio De Marchi (Milano, 8 settembre 1966) è un procuratore sportivo ed ex calciatore italiano, di ruolo difensore.

## Caratteristiche tecniche
Giocava nel ruolo di difensore centrale, all'occorrenza impiegabile anche come terzino.

## Carriera

### Giocatore
Inizia la sua carriera nell'Ospitaletto. Accasatosi al Bologna, fa parte della squadra che in tre anni vince dapprima il campionato di Serie B per poi arrivare alla qualificazione alle coppe europee.
In seguito si trasferisce alla Juventus per 5 miliardi di lire, passando in prestito dopo un anno alla Roma. La stagione 1992-1993 lo vede ancora alla formazione bianconera, con cui vince la Coppa UEFA giocando entrambe le gare della doppia finale contro i tedeschi del Borussia Dortmund.
Torna quindi a Bologna dove, con la fascia di capitano, guida i felsinei a due promozioni consecutive dalla Serie C alla Serie A, fino a un settimo posto in massima categoria per i neopromossi rossoblù.
Non trovando l'accordo per il rinnovo decide di andare all'estero, prima in Eredivisie con la maglia del Vitesse e poi in Scottish Premier League tra le file del Dundee, in cui nel gennaio del 2002 verrà messo fuori rosa insieme al connazionale Patrizio Billio.

### Dopo il ritiro
Una volta chiusa l'attività agonistica, rimane nel mondo del calcio intraprendendo la professione di procuratore sportivo. Fra i suoi assistiti ci sono stati, tra gli altri, Luca Caldirola, Fabio Borini, Federico Casarini, Gianpaolo Bellini e Adam Masina.

## Palmarès

### Competizioni nazionali
- Campionato italiano Serie C2: 1

Ospitaletto: 1986-1987 (girone B)
- Campionato italiano di Serie B: 2

Bologna: 1987-1988, 1995-1996
- Campionato italiano Serie C1: 1

Bologna: 1994-1995 (girone A)

### Competizioni internazionali
- Coppa UEFA: 1

Juventus: 1992-1993